# Allez-et-Cazeneuve
Allez-et-Cazeneuve – miejscowość i gmina we Francji, w regionie Nowa Akwitania, w departamencie Lot i Garonna.
Według danych na rok 1990 gminę zamieszkiwały 583 osoby, a gęstość zaludnienia wynosiła 55 osób/km² (wśród 2290 gmin Akwitanii Allez-et-Cazeneuve plasuje się na 657. miejscu pod względem liczby ludności, natomiast pod względem powierzchni na miejscu 1021.).